# Laxtjärnen (Norrbärke socken, Dalarna, 667576-147977)
Laxtjärnen är en sjö i Smedjebackens kommun i Dalarna och ingår i Norrströms huvudavrinningsområde.